# Pollichia campestris
Pollichia campestris – gatunek roślin z rodziny goździkowatych z monotypowego rodzaju Pollichia. Występuje na Półwyspie Arabskim i we wschodniej Afryce od Erytrei po RPA. Rośnie w świetlistych lasach i formacjach trawiastych, zwykle na glebie piaszczystej, na terenach położonych na poziomie morza i w górach do ponad 2300 m n.p.m. Po przekwitnieniu podsadki i szypułki kwiatów mięśnieją otaczając kwiatostan na podobieństwo soczystych, kulistych jagód. „Owoce” te są jadalne, mają słodki smak.

## Morfologia

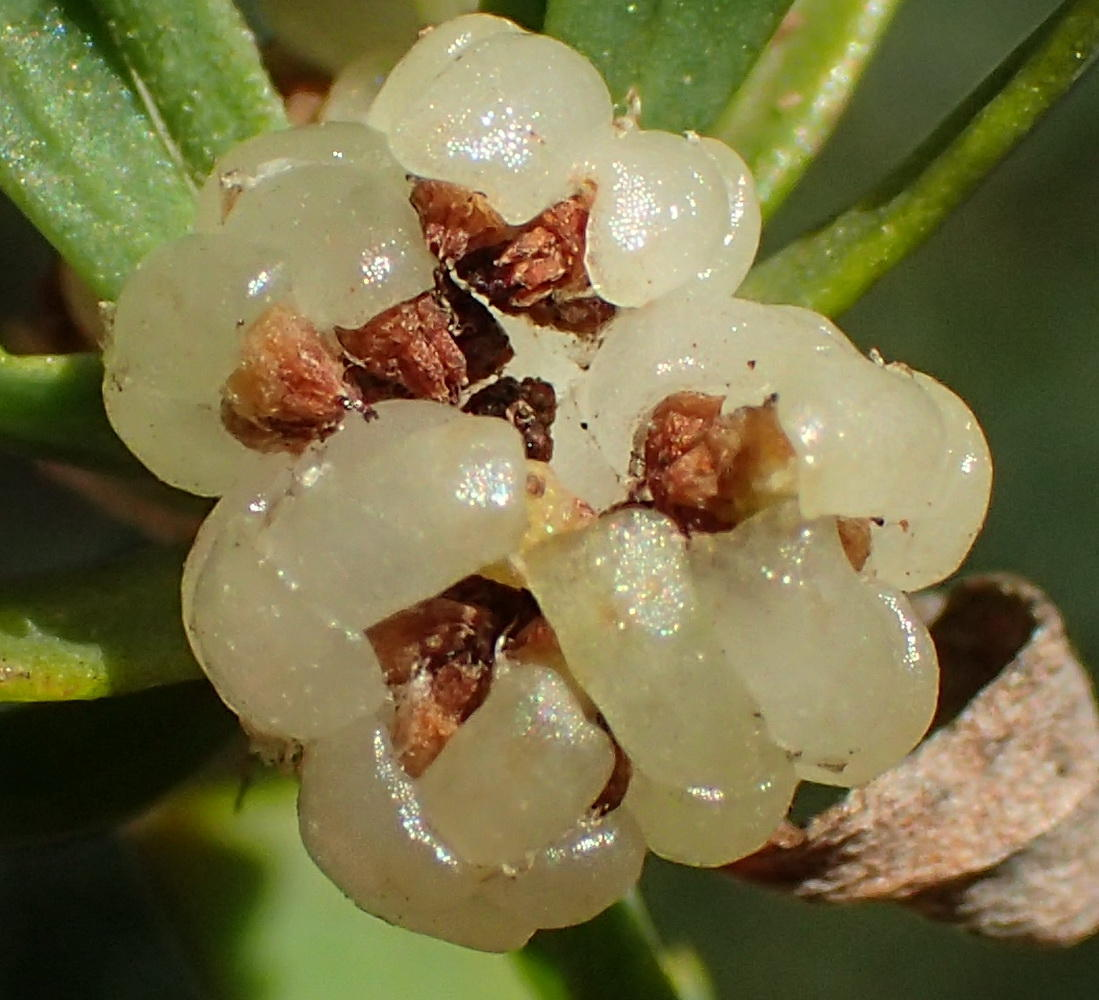
Zmięśniałe podsadki i szypułki otaczające kwiatostan

PokrójPółkrzew osiągający od kilku do 150 cm wysokości, silnie gałęzisty, o pędach mniej lub bardziej drewniejących, zwłaszcza u nasady.
LiścieNaprzeciwległe i pozornie okółkowe, równowąskolancetowate o długości do 3 cm i szerokości poniżej 1 cm, zaostrzone, sine. U nasady z wolnymi, błoniastymi, białymi przylistkami o długości do 4 mm.
KwiatySkupione w bardzo gęstych kwiatostanach wierzchotkowych w kątach liści. Działki kielicha w liczbie 5, są mięsiste i drobne – osiągają do 0,5 mm długości. Płatki korony są białe, ale silnie zredukowane – osiągają do 0,12 mm. Pręciki w liczbie 1–2. Dysk miodnikowy 5-dzielny. Zalążnia z dwoma zalążkami. Szyjka słupka pojedyncza z dwoma drobnymi znamionami na szczycie.
OwoceTorebki o długości do 0,7 mm, zawierające pojedyncze, czasem dwa nasiona, zamknięte w trwałym kielichu. W czasie owocowania cały kwiatostan otaczany jest przez mięśniejące podsadki i szypułki, mające kolor biały lub pomarańczowy, tworzące kulistawy „owoc” o średnicy ok. 0,5 cm.

## Systematyka
Gatunek i rodzaj zaliczany jest do plemienia Paronychieae i podrodziny Paronychioideae w obrębie rodziny goździkowatych.